# Sjibbolet
Een sjibbolet (ook wel gespeld als schibbolet) is een uitspraak of handeling (of verschijnsel) die eenduidig aangeeft of de uitvoerder al dan niet tot een bepaalde groep behoort. Vaak bevat een sjibbolet klanken of klankreeksen die dusdanig specifiek voor een bepaalde taal zijn, dat een niet-moedertaalspreker niet in staat is ze correct uit te spreken. Veel van de bekende sjibbolets maken deel uit van mythische vertellingen en het is niet altijd te achterhalen in hoeverre ze ooit werkelijk zijn gebruikt.

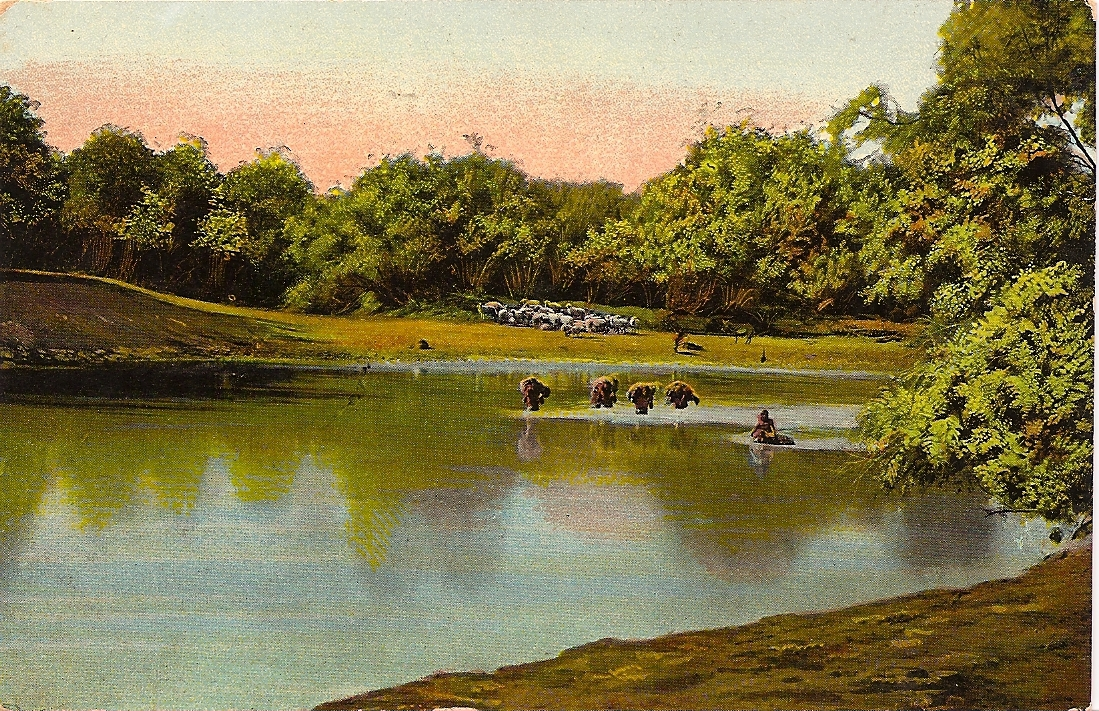
Herders steken de Jordaan over (Oude postkaart)

Het woord "sjibbolet" komt uit het Hebreeuws en betekent stroom of aar. Het ging echter niet om de betekenis van het woord maar om de discriminerende rol van de uitspraak ervan. Het wordt gebruikt in Rechters 12:4-6. De mensen uit Gilead gebruikten het om de Efraïmieten die over de Jordaan wilden vluchten te ontmaskeren: 
dan vroegen ze: ‘Zeg eens “sjibbolet”.’ Als hij dan ‘sibbolet’ zei, en het woord dus niet goed uitsprak, grepen ze hem en doodden ze hem ter plekke.— Rechters 12:6 (NBV)

## Bekende sjibbolets

### Nederland
- Scheveningen (uitspraakⓘ), naar verluidt tijdens de Duitse aanval op Nederland in de meidagen van 1940 gebruikt om Duitse infiltranten, spionnen en verklede militairen te ontmaskeren, omdat Duitstaligen, anders dan Nederlandstaligen, in het algemeen de klankreeks /sx/ niet goed kunnen uitspreken.[3] Ook als volledige zin: In Scheveningen heb ik graag garnalen gegeten e.d.
- De zinsnede Un kweeuwkien mit gerespelde keaze (Een beschuit met geraspte kaas) in het Urkers wordt op Urk gebruikt als sjibbolet, om te testen in hoeverre iemand in staat is om het Urker dialect goed uit te spreken.
- Bûter, brea en griene tsiis, wa't dat net sizze kin, is gjin oprjochte Fries (voorbeeldⓘ), naar verluidt gebruikt door Grote Pier om uit te maken of hij met Hollanders of met Friezen te maken had.

### België

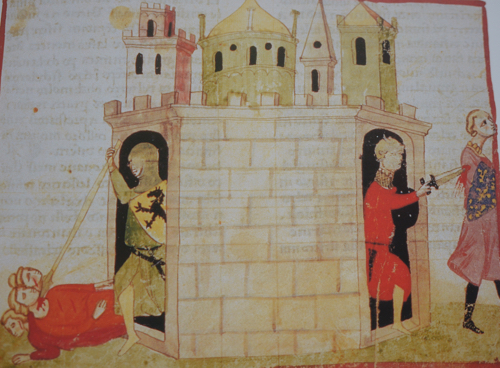
Brugse metten, miniatuur (ca. 1350) in de Nuova Cronica ms. Chigiano L VIII 296, Vaticaanse Bibliotheek

- Schild en vriend. Strijdkreet of wachtwoord dat gebruikt zou zijn tijdens de Brugse metten door de graafgezinde Bruggelingen om de Fransen en de Fransgezinde leliaards te ontmaskeren.[4] Zowel de Franssprekenden als de Vlamingen articuleerden de [sch]-klank als [sk]-klank[5], maar men neemt aan dat er in het Middelnederlands een 'e'-klank voor de 'sk' werd geplaatst.

### Denemarken
- Het gerecht rødgrød med fløde (rode vruchten met room) (Uitspraak rødgrød med flødeⓘ)

### Engeland
- Tijdens de Engelse Boerenopstand in 1381 werd een slachting aangericht onder de Vlamingen in Londen : "And many fflemmynges loste hir heedes at that tyme and namely they that koude nat say Breede and Chese, but Case and Brode."[6] (En vele Vlamingen verloren hun hoofd in die tijd, want ze konden niet "bread and cheese" zeggen, maar "kaas en brood".)

### Zwitserland
- Chuchichäschtli is het Zwitserse woord voor keukenkastje. De g-klank hierin is typerend voor de Zwitserse taal. Geen enkele Duitse taal heeft deze klank.

### Haïti - Dominicaanse Republiek
- Perejil (Spaans voor peterselie): de troepen van Rafael Leónidas Trujillo Molina, dictator van de Dominicaanse Republiek van 1930 tot 1961, die gelegerd waren nabij de grensovergang met Haïti, vroegen iedereen om het woord 'perejil' uit te spreken. Als de 'R' Frans klonk waren het Haïtianen die moesten worden vermoord. Haïtianen zijn Franssprekend waarbij de 'R' achter uit de keel komt. Spanjaarden spreken de 'R' uit met de punt van de tong.  Men schat dat hierdoor 30.000 tot 50.000 mensenlevens te betreuren vielen. De genocide staat bekend als Masacre Perejil.

### Oekraïne
- Palianytsia is een traditioneel Oekraïens brood, in 2024 werd op hun onafhankelijkheidsdag (24 augustus) hiernaar ook een nieuw kruisvluchtwapen vernoemd. Het woord wordt gebruikt om Oekraïeners van Russen te onderscheiden. Die laatsten hebben moeite om het woord uit te spreken. De y wordt door Oekraïners uitgesproken met een korte i als in kip, en door de Russen met een ie als in bier. [7]

## Overdrachtelijk gebruik
Het woord sjibbolet wordt ook in overdrachtelijke zin gebruikt voor een uiting, handeling of ander kenmerk die voor een zekere waarnemer het signaal is om een groep, stroming, maatschappelijk vraagstuk e.d. te reduceren tot het waargenomene (de 'blikvanger'). Als zodanig heeft het de spreekwoordelijke werking van de rode lap op de stier. Zo kan een aanhanger van een bepaalde voetbalclub bij het horen van de naam van de grote tegenstander direct een strijdbare houding aannemen, of brengt iemand met een zekere politieke kleur een verkiezingsperiode terug tot één onderwerp of begrip (bijvoorbeeld 'fundamentalisme', 'Palestijnen' of 'abortus'), waarin een partij vooral het volgens hem exact juiste standpunt moet innemen om acceptabel te kunnen zijn. Niet zelden treedt er in dergelijke gevallen verlies van nuance op.
Ook kan 'sjibbolet' een verouderd gebruik betekenen, of het tegen wil en dank vasthouden aan een beginsel of gedachte. In de jaren 30 van de 20e eeuw was bijvoorbeeld het vasthouden aan de gouden standaard een sjibbolet van de monetaire politiek.